# Cercospora ampelopsidis
Cercospora ampelopsidis är en svampart som beskrevs av Peck 1878. Cercospora ampelopsidis ingår i släktet Cercospora och familjen Mycosphaerellaceae.   Inga underarter finns listade i Catalogue of Life.